# اداره ملی شیلات آمریکا
اداره ملی شیلات آمریکا (به انگلیسی: National Marine Fisheries Service) در واقع آژانسی فدرالی، از زیر مجموعه‌های وزارت بازرگانی و اداره ملی اقیانوسی و جوی آمریکاست. این اداره مسئول نظارت و مدیریت زندگی جانداران دریایی است.

## پیوند
- وب‌گاه رسمی